# 唐纳环形山
唐纳环形山（Donner）是月球背面南半球一座古老的大撞击坑，约形成于酒海纪，其名称取自俄罗斯帝国芬兰大公国天文学家安德斯·唐纳（1854年-1938年），1970年被国际天文联合会正式批准接受。 

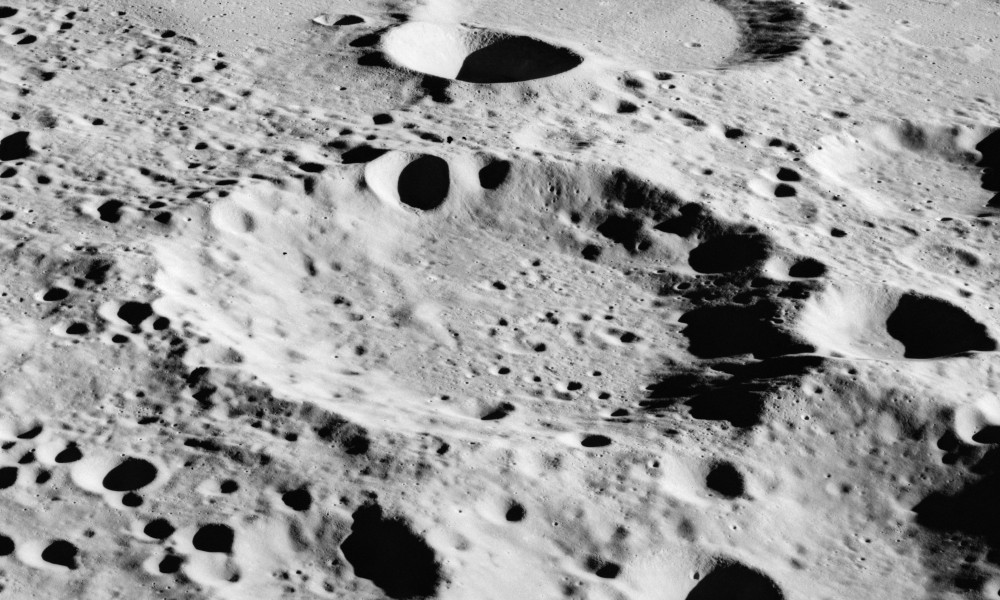
阿波罗15号拍摄的南向斜视图

## 描述
该陨坑西北偏北毗邻劳里森环形山；东北偏北靠近提丢斯环形山；帕克赫斯特环形山位于它的东南偏东；东南偏南则是根斯巴克陨石坑。唐纳环形山的东南坐落着独湖，南面横亘着南海。该陨坑的中心月面坐标为31°21′S 97°59′E / 31.35°S 97.99°E，直径55.1公里，深度2.5公里。
唐纳环形山外观呈多边形状，外侧壁受侵蚀程度中等，环坑壁坐落着数座小型和微型撞击坑。其中西北侧覆盖了一座特别醒目的小陨坑，而南侧坑壁横跨了一对相连的小撞击坑，北侧坑壁连接了一座相同大小的无名坑，该无名坑因遭受长期的撞击而被磨损、钝化。唐纳环形山的坑壁平均高出周边地形1190米，内部容积约有2800立方千米。碗状的坑底相对平坦，表面密布着许多细小的陨坑；南部区分布有一道延伸至内侧壁的山脊，有可能是一座已损毁陨坑的残壁。
唐纳环形山位于月球正面东南边沿的后面，该部分月表区有时通过月球的摄动，可进入地球视野，但也只能观察到该陨坑的侧面而无法看清所有的细节。

## 卫星陨石坑
按惯例，最靠近唐纳环形山的卫星坑将在月图上以字母标注在该坑的中心点旁。

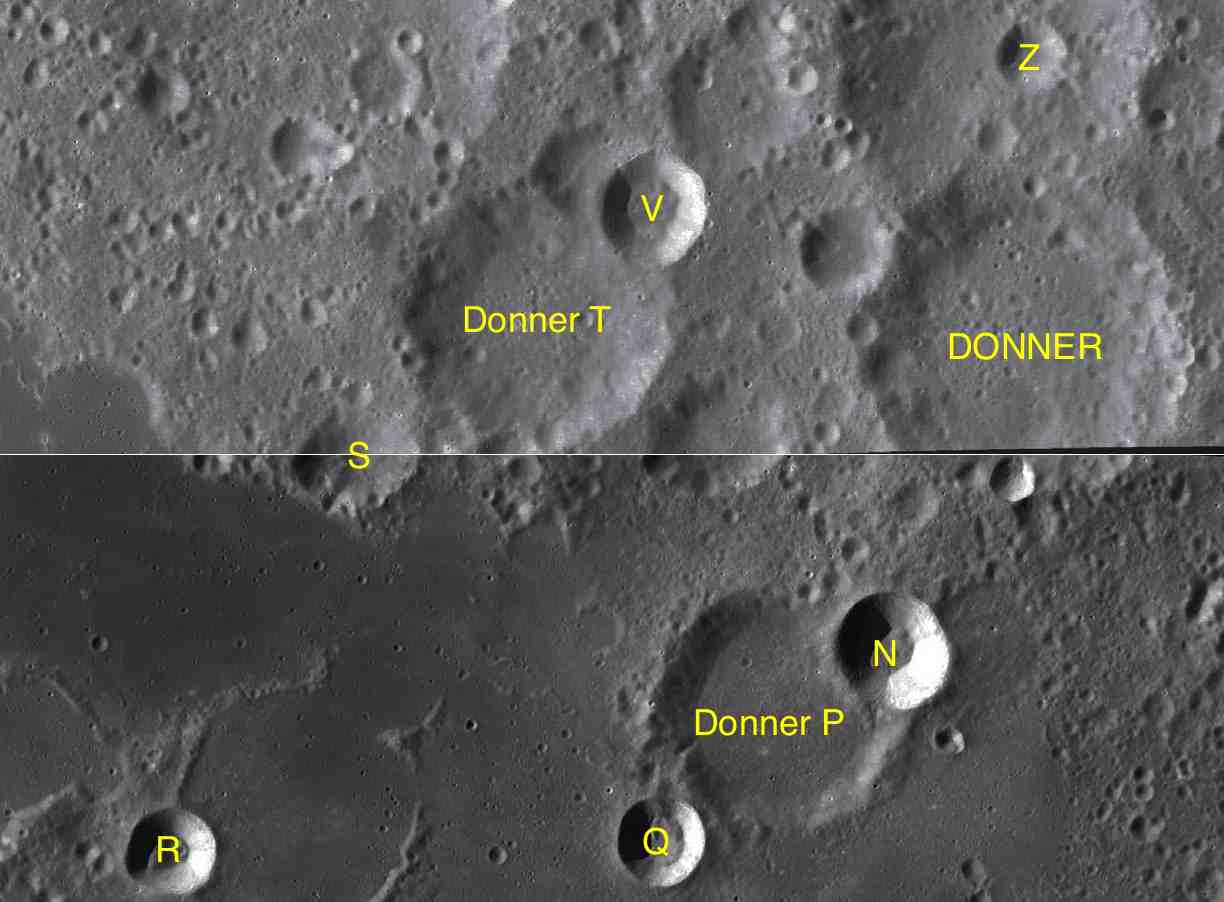
LAC-100与LAC-116拼接图

| 唐纳 | 纬度    | 经度    | 直径    |
| ---- | ------- | ------- | ------- |
| N    | 33.2° S | 97.1° E | 19 公里 |
| P    | 33.5° S | 96.3° E | 39 公里 |
| Q    | 34.3° S | 95.6° E | 15 公里 |
| R    | 34.4° S | 92.3° E | 15 公里 |
| S    | 32.1° S | 92.9° E | 23 公里 |
| T    | 31.1° S | 94.8° E | 46 公里 |
| V    | 30.5° S | 95.7° E | 19 公里 |
| Z    | 29.7° S | 97.8° E | 13 公里 |

## 另请参阅
- Andersson, L. E.; Whitaker, E. A. . NASA RP-1097. 1982.
- Blue, Jennifer. . USGS. July 25, 2007  [2007-08-05]. （原始内容存档于2012-04-08）.
- Bussey, B.; Spudis, P. . New York: Cambridge University Press. 2004. ISBN 978-0-521-81528-4.
- Cocks, Elijah E.; Cocks, Josiah C. . Tudor Publishers. 1995. ISBN 978-0-936389-27-1.
- McDowell, Jonathan. . Jonathan's Space Report. July 15, 2007  [2007-10-24]. （原始内容存档于2012-05-26）.
- Menzel, D. H.; Minnaert, M.; Levin, B.; Dollfus, A.; Bell, B. . Space Science Reviews. 1971, 12 (2): 136–186. Bibcode:1971SSRv...12..136M. doi:10.1007/BF00171763.
- Moore, Patrick. . Sterling Publishing Co. 2001. ISBN 978-0-304-35469-6.
- Price, Fred W. . Cambridge University Press. 1988. ISBN 978-0-521-33500-3.
- Rükl, Antonín. . Kalmbach Books. 1990. ISBN 978-0-913135-17-4.
- Webb, Rev. T. W.  6th revised. Dover. 1962. ISBN 978-0-486-20917-3.
- Whitaker, Ewen A. . Cambridge University Press. 1999. ISBN 978-0-521-62248-6.
- Wlasuk, Peter T. . Springer. 2000. ISBN 978-1-85233-193-1.